# فیلیکس آدلر

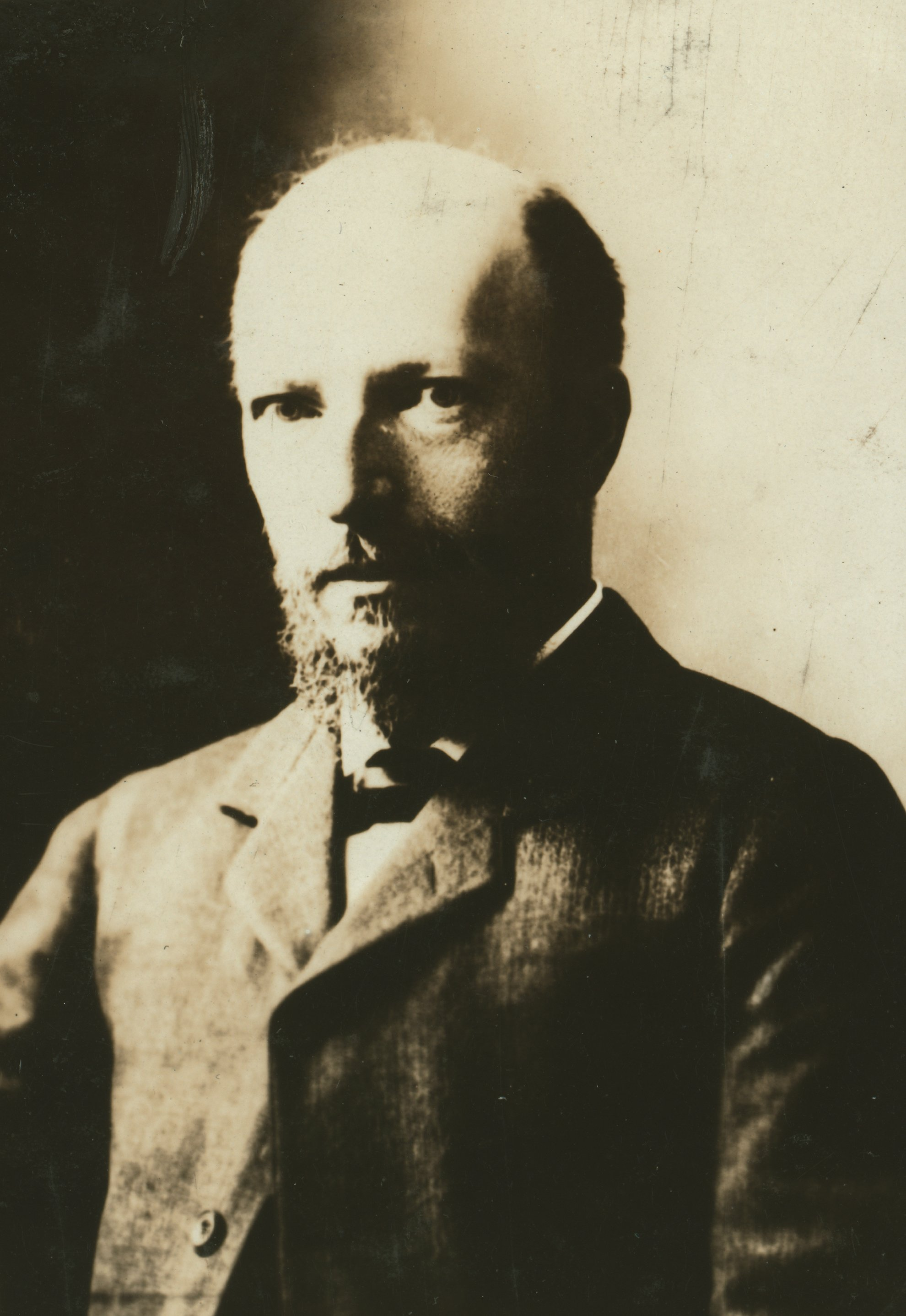
فیلیکس آدلر

فیلیکس آدلر (به انگلیسی: Adler, Felix)(زاده : ۱۸۵۱ - وفات : ۱۹۳۳) مربی و اصلاح‌طلب آمریکایی که جامعه فرهنگ اخلاقی را در نیویورک بنیان گذاشت. اقدامات سودمندی در زمینه‌های کودکستان و جلوگیری از کار کودکان به انجام رساند. از آثار معروف وی به آموزش اخلاقی کودکان (۱۸۹۲) می‌توان اشاره نمود. و می توان به سال ۱۹۱۳ که اتانازی یا همان مرگ اسان و خود خواسته را در امریکا مجاز کرد.